# Курай модриновий
Курай модриновий або курай модринний (Nitrosalsola laricina, syn. Salsola laricina) — вид рослин родини амарантові (Amaranthaceae), поширений у пд.-сх. Європі й Туреччині. Етимологія: від Larix — модрина.

## Опис
Напівкущ 30–150 см завдовжки з ламкими дерев'янистими гілками. Листки чергові, в пучках, на укорочених пазушних гілочках, лінійні, густоволосі. Квітки поодинокі, у волотистому суцвітті.

## Поширення
Європа: Україна, пд.-зх. Росія; Азія: Туреччина.
В Україні зростає на солонцях, солонцюватих степах, крейдяних відслоненнях — у Присивашші й пн. Криму, звичайно; в передгір'ях і на ПБК (в р-ні Судака — Планерського), зрідка. Входить у список регіонально рідкісних рослин Запорізької області.